# Natação no Campeonato Mundial de Esportes Aquáticos de 2022 - 200 m livre masculino
A prova dos 200 metros livre masculino da natação no Campeonato Mundial de Esportes Aquáticos de 2022 ocorreu nos dias 19 e 20 de junho, em Budapeste, na Hungria.

## Recordes
Antes desta competição, os recordes mundiais e do campeonato nesta prova eram os seguintes:
| Tipo                  | Atleta          | Tempo     | Local | Data                |
| --------------------- | --------------- | --------- | ----- | ------------------- |
|                       | Paul Biedermann | 1m 42s 00 | Roma  | 28 de julho de 2009 |
| Recorde do campeonato | Paul Biedermann | 1m 42s 00 | Roma  | 28 de julho de 2009 |

## Medalhistas
| Ouro                 | Prata               | Bronze         |
| David Popovici (ROU) | Hwang Sun-woo (KOR) | Tom Dean (GBR) |

## Cronograma
Todos os horários são locais (UTC+2). 
| Data        | Hora  | Evento        |
| ----------- | ----- | ------------- |
| 19 de junho | 09:51 | Eliminatórias |
| 19 de junho | 19:14 | Semifinal     |
| 20 de junho | 18:02 | Final         |

## Resultados

### Eliminatórias
Esses foram os resultados das eliminatórias. A prova foi realizada no dia 19 de junho com início às 09:51.
| Pos. | Bateria | Raia | Nadador              | Nacionalidade          | Tempo   | Notas |
| ---- | ------- | ---- | -------------------- | ---------------------- | ------- | ----- |
| 1    | 7       | 5    | David Popovici       | Roménia                | 1:45.18 | Q     |
| 2    | 7       | 2    | Hwang Sun-woo        | Coreia do Sul          | 1:45.79 | Q     |
| 3    | 7       | 6    | Felix Auböck         | Áustria                | 1:45.84 | Q     |
| 4    | 7       | 4    | Tom Dean             | Reino Unido            | 1:45.99 | Q     |
| 5    | 7       | 3    | Drew Kibler          | Estados Unidos         | 1:46.13 | Q     |
| 6    | 5       | 3    | Elijah Winnington    | Austrália              | 1:46.19 | Q     |
| 7    | 6       | 3    | Lukas Märtens        | Alemanha               | 1:46.45 | Q     |
| 8    | 5       | 5    | Danas Rapšys         | Lituânia               | 1:46.70 | Q     |
| 9    | 5       | 4    | Fernando Scheffer    | Brasil                 | 1:46.71 | Q     |
| 10   | 6       | 4    | Katsuhiro Matsumoto  | Japão                  | 1:46.72 | Q     |
| 11   | 6       | 5    | Kieran Smith         | Estados Unidos         | 1:46.73 | Q     |
| 12   | 6       | 6    | Antonio Djakovic     | Suíça                  | 1:47.00 | Q     |
| 13   | 7       | 1    | Marco De Tullio      | Itália                 | 1:47.27 | Q     |
| 14   | 7       | 7    | Matthew Sates        | África do Sul          | 1:47.28 | Q     |
| 15   | 5       | 0    | Roman Mityukov       | Suíça                  | 1:47.44 | Q     |
| 16   | 7       | 0    | Jordan Pothain       | França                 | 1:47.51 | Q     |
| 17   | 5       | 1    | Robin Hanson         | Suécia                 | 1:47.54 |       |
| 18   | 7       | 8    | Denis Loktev         | Israel                 | 1:47.63 |       |
| 19   | 6       | 0    | Hadrien Salvan       | França                 | 1:47.71 |       |
| 19   | 6       | 1    | Ji Xinjie            | China                  | 1:47.71 |       |
| 19   | 6       | 7    | Nándor Németh        | Hungria                | 1:47.71 |       |
| 22   | 5       | 8    | Breno Correia        | Brasil                 | 1:47.79 |       |
| 23   | 5       | 7    | Velimir Stjepanović  | Sérvia                 | 1:47.94 |       |
| 24   | 6       | 8    | Stefano Di Cola      | Itália                 | 1:48.09 |       |
| 25   | 6       | 9    | Ruslan Gaziev        | Canadá                 | 1:48.10 |       |
| 26   | 5       | 2    | Rafael Miroslaw      | Alemanha               | 1:48.28 |       |
| 27   | 4       | 4    | Khiew Hoe Yean       | Malásia                | 1:48.37 |       |
| 28   | 4       | 5    | Marwan Elkamash      | Egito                  | 1:48.48 |       |
| 29   | 4       | 3    | Dimitrios Markos     | Grécia                 | 1:48.72 |       |
| 30   | 5       | 6    | Matt Richards        | Reino Unido            | 1:48.74 |       |
| 31   | 7       | 9    | Jorge Iga            | México                 | 1:48.96 |       |
| 32   | 6       | 2    | Zac Incerti          | Austrália              | 1:49.12 |       |
| 33   | 3       | 4    | Mikel Schreuders     | Aruba                  | 1:49.39 |       |
| 34   | 3       | 3    | Aleksey Tarasenko    | Uzbequistão            | 1:49.87 |       |
| 35   | 4       | 1    | Glen Jun Wei Lim     | Singapura              | 1:49.94 |       |
| 36   | 4       | 7    | Sergio de Celis      | Espanha                | 1:50.03 |       |
| 37   | 4       | 6    | Wesley Roberts       | Ilhas Cook             | 1:50.24 |       |
| 38   | 4       | 9    | Santiago Corredor    | Colômbia               | 1:50.44 |       |
| 39   | 4       | 2    | Cameron Gray         | Nova Zelândia          | 1:50.64 |       |
| 40   | 3       | 5    | Max Mannes           | Luxemburgo             | 1:51.06 |       |
| 41   | 3       | 2    | František Jablčník   | Eslováquia             | 1:51.25 |       |
| 42   | 5       | 9    | Cheuk Ming Ho        | Hong Kong              | 1:51.60 |       |
| 43   | 3       | 7    | Pavel Alovatki       | Moldávia               | 1:51.64 |       |
| 44   | 4       | 8    | Hoàng Quý Phước      | Vietname               | 1:52.47 |       |
| 45   | 4       | 0    | Yordan Yanchev       | Bulgária               | 1:52.62 |       |
| 46   | 3       | 1    | Omar Abbass          | Síria                  | 1:52.78 |       |
| 47   | 3       | 6    | Luka Kukhalashvili   | Geórgia                | 1:53.08 |       |
| 48   | 3       | 8    | Noah Mascoll-Gomes   | Antígua e Barbuda      | 1:53.30 |       |
| 49   | 3       | 0    | Pedro Chiancone      | Uruguai                | 1:54.08 |       |
| 50   | 3       | 9    | José Campo           | El Salvador            | 1:55.74 |       |
| 51   | 2       | 6    | Ramazan Omarov       | Quirguistão            | 1:56.22 |       |
| 52   | 2       | 1    | Salem Sabt           | Emirados Árabes Unidos | 1:56.40 |       |
| 53   | 2       | 3    | Bartal Eidesgaard    | Ilhas Feroé            | 1:57.08 |       |
| 54   | 2       | 4    | Ado Gargović         | Montenegro             | 1:57.74 |       |
| 55   | 2       | 5    | Henrique Mascarenhas | Angola                 | 1:58.03 |       |
| 56   | 1       | 4    | Adnan Al-Abdallat    | Jordânia               | 1:59.70 |       |
| 57   | 1       | 3    | Nasir Hussain        | Nepal                  | 2:00.99 |       |
| 58   | 2       | 2    | Haziq Samil          | Brunei                 | 2:04.14 |       |
| 59   | 2       | 8    | Israel Poppe         | Guam                   | 2:05.00 |       |
| 60   | 1       | 5    | Eminguly Ballykov    | Turquemenistão         | 2:05.06 |       |
| 61   | 2       | 7    | Sangay Tenzin        | Butão                  | 2:08.36 |       |

### Semifinal
Esses foram os resultados das semifinais. A prova foi realizada no dia 19 de junho com início às 19:14.
| Pos. | Bateria | Raia | Nadador             | Nacionalidade  | Tempo   | Notas  |
| ---- | ------- | ---- | ------------------- | -------------- | ------- | ------ |
| 1    | 2       | 4    | David Popovici      | Roménia        | 1:44.40 | Q, WJ, |
| 2    | 2       | 5    | Felix Auböck        | Áustria        | 1:45.17 | Q,     |
| 3    | 1       | 4    | Hwang Sun-woo       | Coreia do Sul  | 1:45.46 | Q      |
| 4    | 1       | 5    | Tom Dean            | Reino Unido    | 1:45.48 | Q      |
| 5    | 1       | 3    | Elijah Winnington   | Austrália      | 1:45.53 | Q      |
| 6    | 2       | 3    | Drew Kibler         | Estados Unidos | 1:45.54 | Q      |
| 7    | 2       | 6    | Lukas Märtens       | Alemanha       | 1:45.94 | Q      |
| 8    | 2       | 7    | Kieran Smith        | Estados Unidos | 1:46.06 | Q      |
| 9    | 2       | 2    | Fernando Scheffer   | Brasil         | 1:46.11 |        |
| 10   | 2       | 1    | Marco De Tullio     | Itália         | 1:46.29 |        |
| 11   | 1       | 7    | Antonio Djakovic    | Suíça          | 1:46.61 |        |
| 12   | 1       | 1    | Matthew Sates       | África do Sul  | 1:46.63 |        |
| 12   | 1       | 2    | Katsuhiro Matsumoto | Japão          | 1:46.63 |        |
| 14   | 1       | 6    | Danas Rapšys        | Lituânia       | 1:46.82 |        |
| 15   | 1       | 8    | Jordan Pothain      | França         | 1:47.66 |        |
| 16   | 2       | 8    | Roman Mityukov      | Suíça          | 1:47.78 |        |

### Final
A final foi realizada em 20 de junho às 18:02.
| Pos.              | Raia | Nadador           | Nacionalidade  | Tempo   | Notas            |
| ----------------- | ---- | ----------------- | -------------- | ------- | ---------------- |
| Medalha de ouro   | 4    | David Popovici    | Roménia        | 1:43.21 | WJ,              |
| Medalha de prata  | 3    | Hwang Sun-woo     | Coreia do Sul  | 1:44.47 | Recorde nacional |
| Medalha de bronze | 6    | Tom Dean          | Reino Unido    | 1:44.98 |                  |
| 4                 | 7    | Drew Kibler       | Estados Unidos | 1:45.01 |                  |
| 5                 | 5    | Felix Auböck      | Áustria        | 1:45.11 | Recorde nacional |
| 6                 | 8    | Kieran Smith      | Estados Unidos | 1:45.16 |                  |
| 7                 | 1    | Lukas Märtens     | Alemanha       | 1:45.73 |                  |
| 8                 | 2    | Elijah Winnington | Austrália      | 1:45.82 |                  |

Legenda
| Recorde mundial       | Recorde mundial (World record)               |                       | Recorde africano                      | Recorde africano (African) |                                           | Q | Classificado por posição (Qualified) |
| Recorde do campeonato | Recorde do campeonato (Championship record)  | Recorde da América    | Recorde da América (Americas)         | q                          | Classificado por melhor tempo (Qualified) |   |                                      |
| Melhor marca do ano   | Melhor marca do ano (World leading)          | Recorde asiático      | Recorde asiático (Asian)              | DNS                        | Não largou (Did not start)                |   |                                      |
| Recorde nacional      | Recorde nacional (National record)           | Recorde europeu       | Recorde europeu (European)            | DNF                        | Não terminou (Did not finish)             |   |                                      |
| Recorde pessoal       | Recorde pessoal do atleta (Personal best)    | Recorde da Oceania    | Recorde da Oceania (Oceania)          | DSQ / DQ                   | Desclassificado (Disqualified)            |   |                                      |
| Recorde da temporada  | Recorde da temporada do atleta (Season best) | Recorde sul-americano | Recorde sul-americano (South America) | NM                         | Sem marca (No mark)                       |   |                                      |